# Gare d’Orchamps
Gare d’Orchamps vasútállomás Franciaországban, Orchamps településen.

## Vasútvonalak
Az állomást az alábbi vasútvonalak érintik:
- Dole–Belfort-vasútvonal

## Kapcsolódó állomások
A vasútállomáshoz az alábbi állomások vannak a legközelebb:
- Gare de Dole-Ville
- Gare de Ranchot